# Zikhron Ya'akov
Zikhron Ya'akov (en hebreo זִכְרוֹן יַעֲקֹב, "En memoria de Jacob") es un concejo local localizado a 35 km al sur de Haifa en Israel, y dentro del Distrito de Haifa. Está situado en el extremo del Monte Carmelo. Según la Oficina Central de Estadísticas de Israel (CBS), a finales de 2005 la ciudad tenía una población de 17 000 habitantes.
- Datos: Q198399
- Multimedia: Zichron Yaacov / Q198399